# Ignacio Maria del Corral y Aguirre
Ignacio Maria del Corral y Aguirre – hiszpański arystokrata żyjący w drugiej połowie XVIII wieku, dyplomata.
W latach 1786–1793 ambasador Królestwa Hiszpanii w Sztokholmie.
W roku 1792 del Corral i ambasador Rosji Otto Magnus von Stackelberg zaproponowali by rozmowy w sprawie utworzenia koalicji przeciw rewolucjonistom francuskim, przenieść do szwedzkiej stolicy, ponieważ "mózgiem" całego projektu był król Szwecji Gustaw III.